# Detlef Michelers
Detlef Michelers (* 25. April 1942 in Berlin) ist ein deutscher  Schriftsteller.

## Biografie
Nach einer Lehre als Reedereikaufmann und Schiffsmakler in Bremen arbeitete Michelers in verschiedenen Berufen, u. a. als Kneipier, Drucker, Möbelpacker und Kleinverleger. In den 1960er-Jahren verlegte Detlef Michelers die künstlerisch gestaltete Literaturzeitschrift ‚schöngeist – bel esprit’, die heute zum Bestand des Bremer Museums Weserburg gehört, sowie die satirische Zeitschrift ‚eintopf‘ und die erste deutsche Comic-Zeitschrift ‚AF-Comix‘.
Seit Anfang der 1970er-Jahre veröffentlichte er Reiseberichte, Erzählungen, Glossen, Satiren, Hörspiele und Kurzkrimis. Für Radio Bremen produzierte er ab Mitte der 1970er-Jahre zahlreiche zeitgeschichtliche Features mit regionalem Hintergrund: über die Kaiserzeit, den Ersten Weltkrieg, die Räterepublik, den Nationalsozialismus und die Nachkriegszeit.
Seit den 1980er-Jahren führten ihn Recherchen für ARD-Feature in den Nahen und Fernen Osten, in die Südsee, nach Osteuropa und Nordamerika. Ab 1976 lebte Michelers als freier Autor in Bremen und Berlin, seit 2014 nur noch in Berlin. Überregionale Aufmerksamkeit erlangte er insbesondere durch seine Features und CDs über  Persönlichkeiten wie Helmut Schmidt, Claus Schenk Graf von Stauffenberg, Jean-Paul Sartre, Romy Schneider oder Herbert Wehner.
Neben seiner Autorentätigkeit engagierte sich Michelers als Kurator und Veranstalter. Er war gemeinsam mit Brigitte Röttgers Initiator und Namensgeber des ‚Bremer Literaturkontor‘, Gründungsmitglied des ‚kulturplatz dammweg e.V.‘, wo er von 1976 bis 1983 für die Durchführung der ‚Bremer Hörspieltage‘ zuständig war, und veranstaltete von 1986 bis 1995 das ‚Achimer Literaturgespräch‘. Er organisierte die ‚Niedersächsischen Literaturtage‘ in Goslar (2000 und 2002), Stade (2005) sowie Dangast (2011).
Michelers ist seit 1975 Mitglied im Verband Deutscher Schriftsteller (VS), war zeitweilig im Landesverband Niedersachsen-Bremen und im Bundesvorstand des VS aktiv.
2018 übergab Michelers seine Sammlung aus Tondokumenten von Zeitzeuginnen und Zeitzeugen dem Geschichtskontor im Kulturhaus Walle Brodelpott in Bremen.
Detlef Michelers hat aus erster Ehe zwei Kinder und war in zweiter Ehe mit der Schauspielerin und Lyrikerin Brigitte Röttgers (1943–2014) verheiratet.

## Stipendien, Auszeichnungen
- 1978: Förderstipendium für Literatur des Landes Niedersachsen
- 1989: Reisestipendium des Auswärtigen Amts (AA) nach Lettland
- 1992: Reisestipendium des Auswärtigen Amt  AA nach Lettland
- 2001: Internationaler Hörfunkpreis Premios Ondas, Barcelona
- 2003: ARD-Nominierung für den Prix Italia
- 2006: Nominierung zum Deutschen Hörbuchpreis, Kategorie Beste Information

## Werke (Auswahl)
- ‚Das wirklich Neue Testament‘. Comic. Zeichner: Heiner H. Hoier, Bremen, verlag schöngeist, 1971.
- ‚Gar wunderliche Notizen und überraschende Abbildungen zur weiteren Erkenntnis des Goethe'schen Lebens.‘ Text-Grafik-Mappe. Lithographien von Jörn-Peter Dirx, Bremen, Gruppe Dampfwäscherei, 1974.
- ‚Ischa umzu‘, Satiren, Fischerhude, Verlag Atelier im Bauernhaus, 1976.
- ‚Buten und Kluten‘, Satiren, Emtinghausen, Norddeutscher Autorenverlag, 1977.
- „Die Arbeit ist erledigt oder die Dramatik ist auf meine Kopfhörer geschlagen. Der Herbst 1977 im Rundfunk.“ Schallplatte. Mitautoren: Axel Knopp, Werner Sünkenberg, München, trikont, 1978.
- ‚Sepp Lutz, ein deutsches Leben.‘, Holbaek, Forlaget Sprogboeker, 1981.
- ‚Sepp Lutz - du hast ja nix gehabt. Ein Arbeiterleben in Süddeutschland‘, West-Berlin, Verlag Dirk Nishen, 1984.
- ‚Heinz Lang. Zauberkünstler, Tänzer, Komödiant - wie 'ne Sucht war das‘, West-Berlin, Verlag Dirk Nishen, 1986.
- ‚le boudin - deutsche fremdenlegionäre in der nachkriegszeit‘, Steintor dependance, Berlin, 1990.
- ‘Dick Dice’, Comic. Zeichner Boris Matas, Alma-Medien, Berlin, 1998
- „Der Bremer Dom - ein Klangportrait“, CD 1998
- ‘Draufhauen, draufhauen, nachsetzen! Die Bremer Schülerbewegung, die Straßenbahnunruhen und ihre Folgen (1967–1969)’, Edition Temmen, 2002, ISBN 3-86108-620-4
- „Charles Lindbergh, Flieger“, Der Audio Verlag, Berlin, CD 2002, ISBN 3-89813-187-4
- „Vom Flaggschiff zum eisernen Sarg. Die Geschichte der ‚Wilhelm Gustloff’“, Der Audio Verlag, CD 2002, ISBN 3-89813-193-9
- „Penne, Pauker und Pedell – 475 Jahre Altes Gymnasium“, Hrsg. Altes Gymnasium, Bremen, CD 2003
- „Claus Graf Stauffenberg - Widerstand in Uniform“, Hoffmann & Campe, CD 2004, ISBN 3-455-32022-8
- „In Freiheit leben – Jean-Paul Sartre und seine Zeit“, Hoffmann & Campe, Koautorin Brigitte Röttgers, CD 2005, ISBN 3-455-30420-6
- „Herbert Wehner - ein Portrait“, Hoffmann & Campe, CD 2006, ISBN 3-455-32047-3
- ‚Rüsselschmuck und Katzenjammer – Materialien zur Baustelle Mensch & Tier’, Sujet Verlag, 2006, ISBN 3-933995-20-5
- „DER SPIEGEL – 60 Jahre in 60 Minuten“, DAV Der Audio Verlag, Koautor Walter Weber, CD 2007, ISBN 978-3-89813-660-0
- „König Artus – Die Wahrheit hinter der Legende“, musicas, Halle, CD 2007, ISBN 978-3-938729-96-0
- „Supervulkane – Die tickende Magmabombe unter uns“, musicas, Halle, CD 2007, ISBN 978-3938729908
- „Wiedergeburt – Das Leben nach dem Tod“, musicas, Halle, Koautorin Brigitte Röttgers, CD 2007, ISBN 978-3938729915
- „Vom Flaggschiff zum eisernen Sarg. Die Geschichte der ‚Wilhelm Gustloff’“, Günter Grass-Stiftung & e-motion-factory, DVD mit Booklet 2008
- „Helmut Schmidt – ein deutscher Politiker“, Audiobuch Verlag OHG, Freiburg, CD 2008, ISBN 978-3-89964-317-6
- „Der Seewolf“ von Jack London, Bearbeitung, musicas, Halle, CD 2009, ISBN 3-8291-2180-6
- „’Fragen Sie mich nicht, wie einsam ich bin.’ - Romy Schneider, eine europäische Schauspielerin“, Hörverlag, München, CD 2009, ISBN 978-3-86717-124-3
- „Richard von Weizsäcker. Ein Hörportrait.“ Audiobuch Verlag OHG, Freiburg, CD 2010, ISBN 978-3-89964-381-7
- ‘Schlag auf Schlag - Die Bremer Rock- & Beatszene 1954–1968’, Edition Temmen 2010, ISBN 978-3-8378-1017-2
- „Unterwegs in der Geschichte Deutschlands – Folge 12: Das wiedervereinigte Deutschland“, Der Hörverlag, CD 2012, ISBN 978-3-86717-923-2